# Gudas
Gudas är en kommun i departementet Ariège i regionen Occitanien i södra Frankrike. Kommunen ligger  i kantonen Varilhes som ligger i arrondissementet Pamiers. År 2022 hade Gudas 197 invånare.

## Befolkningsutveckling
Antalet invånare i kommunen Gudas
Referens: INSEE